# Shōgo Miyata
Shōgo Miyata (japanisch 宮田 将吾 Miyata Shōgo; * 27. Januar 2003 in Osaka) ist ein japanischer Shorttracker.

## Werdegang
Miyata begann im Alter von sechs Jahren mit dem Shorttrack und trat international erstmals bei den Juniorenweltmeisterschaften 2019 in Montreal in Erscheinung, wobei er den siebten Platz über 1000 m und jeweils den vierten Platz mit der Staffel sowie über 1500 m errang. In der Saison 2019/20 nahm er in Nagoya erstmals am Shorttrack-Weltcup teil und gewann bei den Olympischen Jugend-Winterspielen 2020 in Lausanne die Goldmedaille mit der Mixed-Staffel. Zudem kam er dort auf den 32. Platz über 1000 m und auf den sechsten Rang über 500 m. Bei den folgenden Juniorenweltmeisterschaften 2020 in Bormio holte er die Bronzemedaille mit der Staffel und belegte über 1500 m den 11. Platz sowie über 500 m den zehnten Rang. Zwei Jahre später lief er bei den Olympischen Winterspielen in Peking auf den 27. Platz über 1500 m, auf den 23. Rang über 1000 m sowie auf den achten Platz mit der Staffel. In der Saison 2022/23 erreichte er in den Staffel-Wettbewerben mit zwei dritten Plätzen sowie einen zweiten Platz seine ersten Podestplatzierungen im Weltcup und mit zwei Top-Zehn-Platzierungen den zehnten Platz im Weltcup über 1000 m. Bei den Vier-Kontinente-Meisterschaften 2023 in Salt Lake City kam er auf den 19. Platz über 1000 m sowie auf den 18. Rang über 500 m und bei den Winter World University Games 2023 in Lake Placid auf den 21. Platz über 1000 m, auf den siebten Rang über 1500 m, auf den sechsten Platz mit der Mixed-Staffel sowie auf den fünften Platz mit der Staffel. Zudem gewann er dort die Goldmedaille über 500 m. 
In der folgenden Saison lief Miyata bei Staffel-Wettbewerben im Weltcup erneut zweimal auf den dritten sowie einmal auf den zweiten Platz und wurde bei den Vier-Kontinente-Meisterschaften 2024 in Laval Zehnter über 500 m sowie Vierte über 1500 m. Beim Saisonhöhepunkt, den Weltmeisterschaften 2024 in Rotterdam, belegte er den 24. Platz über 500 m, den 12. Rang über 1000 m und den fünften Platz mit der Staffel. In der Saison 2024/25 lief er jeweils auf den sechsten Platz im Weltcup über 500 m sowie 1500 m und auf den fünften Platz im Gesamtweltcup. Außerdem errang er jeweils einmal den zweiten sowie dritten Platz in den Staffel-Wettbewerben im Weltcup und gewann bei den Winter World University Games 2025 in Turin über 500 m sowie mit der Staffel jeweils die Silbermedaille. Bei den Weltmeisterschaften 2025 in Peking belegte er den 32. Platz über 1000 m, den 11. Rang mit der Staffel, den neunten Platz über 500 m und den sechsten Platz mit der Mixed-Staffel.

## Erfolge

### Olympische Spiele
- 2022 Peking: 8. Platz Staffel, 23. Platz 1000 m, 27. Platz 1500 m

### Weltmeisterschaften
- 2024 Rotterdam: 5. Platz Staffel, 12. Platz 1000 m, 24. Platz 500 m
- 2025 Peking: 6. Platz Mixed-Staffel, 9. Platz 500 m, 11. Platz Staffel, 32. Platz 1000 m

### Vier-Kontinente-Meisterschaften
- 2023 Salt Lake City: 18. Platz 500 m, 19. Platz 1000 m
- 2024 Laval: 4. Platz 1500 m, 10. Platz 500 m

### Weltcup-Gesamtplatzierungen
| Saison  | Gesamt | Gesamt | 500 m  | 500 m | 1000 m | 1000 m | 1500 m | 1500 m |
| Saison  | Punkte | Platz  | Punkte | Platz | Punkte | Platz  | Punkte | Platz  |
| ------- | ------ | ------ | ------ | ----- | ------ | ------ | ------ | ------ |
| 2019/20 | -      | -      | 170    | 51.   | 2659   | 33.    | 4955   | 24.    |
| 2021/22 | -      | -      | -      | -     | 534    | 33.    | 353    | 36.    |
| 2022/23 | 270    | 21.    | 92     | 21.   | 128    | 10.    | 50     | 31.    |
| 2023/24 | 104    | 46.    | 10     | 49.   | 62     | 29.    | 32     | 38.    |
| 2024/25 | 614    | 5.     | 244    | 6.    | 150    | 11.    | 200    | 6.     |

### Persönliche Bestzeiten
| Distanz | Zeit         | Datum            | Ort      |
| ------- | ------------ | ---------------- | -------- |
| 500 m   | 40,128 s     | 2. November 2024 | Montreal |
| 1000 m  | 1:23,850 min | 27. Oktober 2024 | Montreal |
| 1500 m  | 2:12,033 min | 7. Dezember 2024 | Peking   |